# Casket Garden
Casket Garden EP je švedskog death metal sastava Dismember. Diskografska kuća Nuclear Blast Records objavila ga je u ožujku 1995. Pjesma "Casket Garden" također je deveta pjesma na Dismemberovom albumu Massive Killing Capacity.

## Popis pjesama
Tekstovi: Fred Estby. 
| 1.   | »Casket Garden«        | Estby, Richard Cabeza, Robert Sennebäck | 3:35 |
| 2.   | »Wardead«              | Estby                                   | 2:27 |
| 3.   | »Justifiable Homicide« | Estby, Cabeza                           | 3:17 |
| 9:19 |                        |                                         |      |

## Zasluge
Dismember
- Matti Kärki – vokal
- David Blomqvist – solo gitara
- Robert Sennebäck – ritam gitara
- Richard Cabeza – bas-gitara
- Fred Estby – bubnjevi

Ostalo osoblje
- Tomas Skogsberg – produkcija, inženjer zvuka
- Peter In de Betou – mastering